# Henotesia sabas
Henotesia sabas är en fjärilsart som beskrevs av Charles Oberthür 1923. Henotesia sabas ingår i släktet Henotesia och familjen praktfjärilar. Inga underarter finns listade i Catalogue of Life.